# Castell de Kinbane

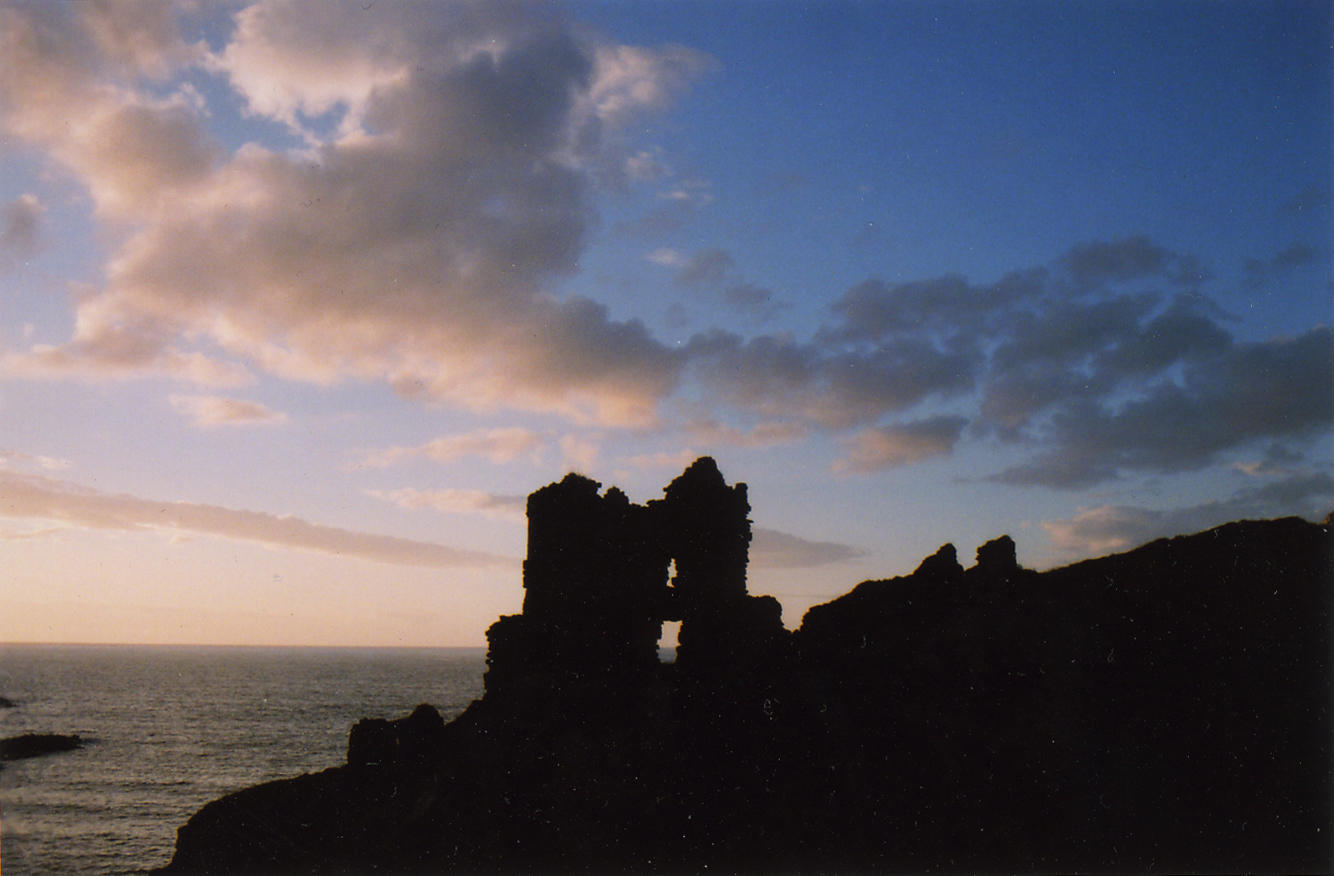
Castell de Kinbane (vespre)

El castell de Kinbane (Caisleán Ceinn Bán, White Head Castle, Kenbane Castle) es troba al comtat d'Antrim, Irlanda del Nord, en un promontori entre Ballycastle i Ballintoy. El nom prové de l'irlandès per "cap blanc", fent referència a la pedra calcària del promontori. Actualment, tot i que està destruït en gran part, el castell de Kinbane forma part dels " State Care Historic Monuments" dins de l'entorn de la ciutat de Cregganboy, a l'àrea del Consell de Districte de Moyle, a la referència de la quadrícula: D0876 4383. L'àrea que envolta el castell de Kinbane és un monument històric programat, referència de quadrícula: D0879 4381. El lloc també té vistes sobre l'illa de Rathlin i el fort de Dunagregor, de l'edat del ferro.

## Història
L'any 1547, Colla MacDonnell va construir, al cim d'un turó, un castell de dos pisos. El castell va ser danyat i parcialment destruït per raó dels setges anglesos duts a terme per Sir James Croft a la dècada de 1550. Reconstruït després, Colla MacDonnell va morir al castell el 1558, i el seu fill Gillaspick MacDonnell el va heretar posteriorment.
El clot sota el castell és conegut com Lag na Sassenach (Forat dels anglesos) ja que suposadament va ser durant el segle XVI que una guarnició de soldats anglesos que assetjaven el castell van ser envoltats i morts.
Sorley Boy MacDonnell, germà de Colla, va adquirir més tard el castell quan comerciava propietats amb Gillaspick. Més tard el va lliurar als MacAlister per la seva lleialtat. El castell va romandre en els descendents dels MacAlisters de Kenbane fins al segle xviii.